# خوليو سيزار بينو
خوليو سيزار بينو (بالإنجليزية: Julio Pino)‏ هو أكاديمي أمريكي، ولد في 1960 في هافانا في كوبا.

## وصلات خارجية
- الموقع الرسمي